# Partille Bokhandel
Partille Bokhandel er en boghandel i Sävedalen i Partille kommun nordøstligt for Göteborg. Boghandelen har hovedsagelig svenske titler men også franske. Siden 1994 uddeler boghandelen Partille Bokhandels författarstipendium, der giver stipendiaten et ophold på Hôtel Chevillon i Grez-sur-Loing syd for Paris. Modtageren af stipendiet i 2010 var forfatteren Johan Hakelius.
Boghandelen etableredes den 1. december 1985 af Gunilla Ericsson og Margareta von Geijer. Siden 1. juli 2009 ejes og drives boghandelen af Eva Carlberg Larsson.